# فيكتور روبرت
فيكتور روبرت هو سياسي كندي، ولد في 1822، وتوفي في 25 يناير 1885 في ماريفيل في كندا. حزبياً، نشط في حزب كيبيك الليبرالي. وقد انتخب عضو الجمعية الوطنية في كيبك ‏.